# Накалипитек
Накалипитек (Nakalipithecus nakayamai) – праисторически хоминид, обитавал Кения през късния миоцен, преди 10 милиона години. Известен е само един вид Nakalipithecus nakayamai. Беше описан през 2007 г. по единадесет зъби и челюсти, намерени през 2005 г. от група японски и кенийски изследователи в региона Накали, Кения, които дадоха родово наименование, означаващо „маймуна от Накали“. В наименованието на вида е увековечена паметта на един от първооткривателите, геолога Катсухиро Накаяма, който е умрял по време на работата по този проект.
Зъбите на изкопаемите същества са покрити с дебел слой на емайла, приспособени към твърда храна, характерна за по-аридните ландшафти, вероятно семена и орехи. Първооткривателите считат, че е възможно да е общ предшественик на горилите, шимпанзетата и хората или първия и главен член на подсемейство Homininae, след което еволюцията на маймуната и човека са протекли в различни посоки. Накалипитекът има морфология, най-сходна с тази на уранопитека, друг праисторически хоминид, който е живеел на Балканския полуостров, и тези два рода може да са свързани. Учените допускат възможността за разселване на тази човекоподобна маймуна на север към Югоизточна Европа. Тяхното съществуване е доказателство, че разделянето на хората от маймуните е настъпило не по-рано от преди 8 милиона години.
Освен това, съществуването в Африка през този период на сходни с тези хора африкански видове маймуни потвърждава теорията за произхода на човека. Противоположното мнение, че маймуните в ерата на миоцена в Африка са измрели, а по-късно отново са го заселили от Азия, потвърди откритието на анойяпитека. Но е възможно накалипитека да е началото на миграция от Евразия, както и самбуропитека, а общия предшественик на горилите, шимпанзетата и хората се връща в Африка още по-късно – преди 8,7 милиона години.